# 소풍가는 여자
《소풍가는 여자》는 2004년 5월 3일부터 2004년 10월 8일까지 방영된 SBS 일일드라마로, 이혼의 아픔을 겪은 30대 중반의 여성이 세상의 왜곡된 편견을 극복하고 자신의 삶을 찾아가는 내용을 담았다.

## 기획 의도
여자란 어떤 존재인가. 누구의 어머니, 누구의 아내, 누구의 누이, 이 땅에 살고 있는 여성들은 누구와 함께 일때만 그 실체를 인정 받는 부속품 같은 존재일 뿐이었다. 끊임없이 희생과 봉사를 강요 당하면서도 불평할 줄 몰랐던 착한 여자들은 이제 반란을 꿈꾼다. 가정에 안주하기를 거부하며, 결혼이라는 굴레를 거부하며. 이 작품은 세상의 왜곡된 편견과 억압을 극복하고 자신의 삶을 찾아가는 여자의 인생 찾기다.
[ 여자의 반란 ]
한가정의 맏딸로서 또 다른 가정의 며느리로서 가족을 위해 헌신하며 살아온 중년여인 혜숙. 부모, 형제, 자식의 행복에 웃고 불행에 울며 오직 삶에 충실했던 그녀가 성추행을 당한다. 그녀는 버림을 받는다. 아끼고 믿었던 가족으로부터, 세상으로부터, 철저하게 혼자가 되고 나서야 세상의 왜곡된 편견과 억압을 깨닫는다.
그 순간 반란을 꿈꾼다. 새 삶을 찾아가는 혜숙을 통해 결국 각자의 삶의 주인공이 누구인지를 깨닫게 해주고 이 땅에서 여자들이 어떻게 살아가야 하는지 그 대안을 제시해보고자 한다. 살길을 찾아 타국으로 온 쏘냐. 그녀는 그 누구보다도 끈질긴 생명력으로 살아 남아 우리 사회의 이기적이고 배타적인 모습과 인종차별에 반란을 꿈꾼다. 이국인 쏘냐의 삶을 통해 우리 사회의 폐쇄적인 행태에 경각심을 일깨우는 계기로 삼고자 한다. 또한 쏘냐와 병태의 티격태격 사랑을 통해 그 어떤 것도 극복할 수 있는 유일한 것은 역시 사랑임을 상기시켜 보고자 한다.
[ 사랑과 여자 ]
혜숙의 헌신적이고 일방적인 사랑, 그 사랑의 대가를 통해 과연 이 시대가 요구하는 사랑은 어떤 것인지 의문을 던짐으로써 가족, 부모자식, 부부의 사랑에 새로운 시각을 제시한다. 쏘냐의 복수심에서 시작된 불협화음 가득한 만남, 넘겨짚었던 오해의 고리, 이 모든 것이 결국 부딪치면서 진실을 깨닫게 되고, 더불어 사는 가운데 행복을 찾을 수 있음을 보여준다. 비록 어긋난 시작이지만 진솔한 마음 나누기는 국경의 벽도 충분히 극복될 수 있음을 건강한 청춘남녀 병태와 쏘냐를 통해 보여주고자 한다.

## 줄거리
혜숙은 서울의 한 상가골목에서 주꾸미 불고기집을 운영하고 있다. 대학시절 혜숙은 아버지의 사업 실패로 인해 조여사의 식당에서 서빙 아르바이트를 하게 된다. 조여사의 아들 윤호는 혜숙에게 반하게 되고 집요한 구애 끝에 아이를 갖게된다. 식구들의 생계와 남편의 사업자금을 도맡게 된 혜숙의 하루 하루는 고달프다. 그렇지만 지금부터는 다를 것이다. 벤처사업을 하는 남편의 성공이 목전에 와 있다. 마지막으로 윤호의 사업 자금을 융통해야 했던 혜숙은 부탁을 평소 단골이었던 주성배에게 한다.
어느 날 식당문을 닫을쯤 찾아온 주성배는 그동안 흠모했던 마음을 혜숙에게 전하며 성폭행을 시도한다. 이것을 윤호가 알게 되고 그때부터 윤호는 혜숙을 끊임없이 의심하기 시작한다. 윤호의 불륜 사실을 알게 된 혜숙은 윤호와 이혼하면서 세파를 맞게 되지만 대학 동창 선재를 만나면서 위안을 얻는다.

## 등장 인물

### 주요 인물
- 박지영 : 진혜숙 역

30대 중반의 주부. 주인공. 주꾸미 불고기집을 운영하고있다. 타고난 미모와 화려함을 감추고 일에만 몰두 수수하게 살아간다. 시댁의 주요 수입원으로 억순이 스타일. 가정형편상 대학을 중퇴하고 조여사의 식당에서 일하다 조여사의 아들 윤호와 결혼했지만 윤호가 바람을 피우자 딸 찬미를 데리고 이혼녀로 살아가다 옛애인 선재를 만나 사랑에 빠진다.
- 황인성 : 하선재 역

혜숙과 대학시절 동아리 친구. 하버드를 졸업했지만 어촌에서 평범한 어부로 살아간다. 아버지가 수산업계의 큰 손이라는 사실을 숨기고 살아간다.옛 애인 혜숙과 사랑에 빠지지만 동창인 수미의 적극적인 구애와 부모의 반대에 시달린다.
- 김태연 : 조수미 역

혜숙의 고교 후배. 자유분방한 비디오 자키. 어촌에 은둔한 선재를 취재차 갔다가 선재를 사랑하게 된다. 혜숙이 선재와 가까워지는 것을 용납할 수 없다.
- 여현수 : 진병태 역

혜숙의 남동생. 자타가 공인하는 몸짱,얼짱. 의리가 있고 의협심이 강하다. 하고 싶은 일은 목숨을 걸고 하고 복잡하고 골치아픈 일은 질색이다. 누나의 이혼에 충격을 받고 누나의시댁식구들에 맞서고 매형도 죽여버리겠다고 덤빈다. 야간업소에 나가던 쏘냐를 구출해주다 그녀와 사랑에 빠지게 된다.
- 김디에나 : 쏘냐 역

러시아 출신의 무용수로 밤업소에 나간다. 타국에서의 거친 생활로 대인기피증이 있다. 밤업소에서 도망치다 병태의 도움으로 위기를 면한다. 병태집에서 세탁소일을 배우며 살아간다. 활달하고 붙임성 있는 성격으로 가족들의 귀여움을 받는다.
- 김규철 : 오윤호 역

혜숙의 전남편, 조여사의 외아들이자 공학박사출신의 벤처사업가. 혜숙의 도움으로 박사과정을 마침. 거듭된 실패로 혜숙의 신세를 지고 열등감이 심하다. 회사 여직원과 바람이 나고 혜숙과 이혼하지만 선재와 혜숙이 가까워지는 것은 눈 뜨고 볼 수가 없다.

### 주변 인물
- 박근형 : 진풍길 역

혜숙의 아버지. 해병대 출신의 터프한 중념남자로 세탁소를 운영한다. 일찍 아내와 사별해 엄마없이 자란 자식들에 대한 정이 애틋하고 남다르다. 사고만 치고 다니는 병태가 사람 구실 하고 살기를 바라고 있다. 건넛집 송이엄마에게 관심이 많다. 재혼도 생각하지만 송이가 병태를 좋아한다는 것을 알고 번민한다. 혜숙과 선재의 사랑도 마음을 혼란스럽게 만든다.
- 양금석 : 진풍옥 역

풍길의 여동생. 바른말을 잘하는 칼칼한 성격. 부지런하지만 한번 심술이 나면 아프다고 누워버린다. 진풍길을 짝사랑하는 송이엄마가 밉다. 친정을 잊지 못하는 혜숙에게는 잊어버리고 너나 잘살라고 한다. 쏘냐와 함께 지내며 연일 그녀를 구박하고 식모 부려 먹듯 해 병태의 눈총을 사기도 하지만 죽이 맞는 부분도 많다.
- 금보라 : 송이 모 역

필승세탁소 한켠에서 헌 옷 수선을 하며 송이와 단둘이 살아간다. 진풍길을 사모하지만 호랑이 같은 고모 때문에 벙어리 냉가슴을 앓는다. 후에 진풍길과 재혼한다.
- 한민 : 금송이 역

전문대 무도과 2학년이자 경비 전문회사 출동요원. 아버지 없이 엄마와 단둘이 10년째 살고 있다. 엄마와는 친구처럼 지내지만 엄마를 보호하고 챙기는 일에 열심히다. 어릴적부터 병태를 사랑해왔다. 엽기발랄, 명랑, 쾌활, 거침없고 저돌적이다.
- 김원미 : 오찬미 역

혜숙과 윤호의 외동딸. 남부럽지 않게 키우고 싶은 혜숙의 바램대로 공부도 잘하고 미술, 음악 등 예술에 재능도 보인다. 예민한 나이에 부모가 이혼하자 엄마, 아빠 사이에서 갈등을 겪는다.
- 정재순 : 조 여사 역

혜숙의 시어머니. 전형적인 속물이지만 귀여운 구석이 있다. 자신이 운영하던 밥집을 혜숙이 불같이 일으켜 세우자 기분 좋아한다. 샘이 많고 지나치게 솔직해서 남에게 상처를 주는 말을 많이한다. 철저하게 아들편이다.

### 그 외 인물
- 남포동 : 황만수 역 - 풍옥의 연인
- 김하균 : 왕복 역 - 미용실 원장
- 이항나 : 장미 역 - 왕복의 아내
- 박현숙 : 선재 이모 역
- 신소미 : 은지 역 - 윤호의 내연녀
- 안석환 : 주성배 역 - 혜숙 식당 단골
- 김현숙 : 현주 역 - 수미의 동료
- 조양자 : 김천댁 역 - 혜숙 식당 직원
- 권용철 : 짱구 역 - 나이트클럽 직원
- 박남현 : 나이트 실장 역 - 쏘냐가 일하는 나이트클럽 실장
- 이정호 : 왕기찬 역 - 병태의 친구
- 김덕현 : 남 팀장 역 - 윤호의 동료
- 장정희 : 미자 역 - 성배의 아내
- 이원하
- 권오영
- 김성훈
- 여호민
- 전성우
- 이승민
- 황보라
- 백승욱
- 김은경
- 박정선
- 김동균
- 김형범
- 원숙희
- 장은비

## 결방
- 2004년 6월 4일 : 제 41회 대종상 영화제 편성으로 인해 결방
- 2004년 6월 9일 : 6시 55분부터 2006년 FIFA 월드컵 아시아 2차 예선 <대한민국 VS 베트남> 중계방송으로 인해 결방 (<SBS 8 뉴스>는 8시 55분으로 이동)
- 2004년 6월 22일 : 6시 55분부터 4개국 국제 청소년축구 <대한민국 VS미국> 중계방송으로 인해 결방 (<SBS 8 뉴스>는 8시 55분으로 이동)
- 2004년 6월 24일 : 6시 55분부터 4개국 국제 청소년축구 <대한민국 VS폴란드> 중계방송으로 인해 결방 (<SBS 8 뉴스>는 8시 55분으로 이동)
- 2004년 7월 1일 : <탄핵방송 편파여부> 뉴스 특보 편성으로 인해 결방
- 2004년 7월 19일 : 7시 20분부터 아시안컵 축구 <대한민국 VS 요르단> 중계방송으로 인해 결방 (<SBS 8 뉴스>는 9시 25분으로 이동)
- 2004년 7월 21일 : 6시 55분부터 올림픽 대표팀 친선축구 <대한민국 VS일본> 중계방송으로 인해 결방 (<SBS 8 뉴스>는 8시 55분으로 이동)
- 2004년 7월 23일 : 8시 50분부터 특집 <아이엠> 편성으로 인해 결방
- 2004년 7월 27일 : 7시 55분부터 아시안컵 축구 <대한민국 VS 쿠웨이트> 중계방송으로 인해 결방 (<SBS 8 뉴스>는 7시 5분으로 이동)
- 2004년 8월 16일 : 2004년 하계 올림픽 특집 프로그램 편성으로 인해 결방
- 2004년 8월 18일 : 2004년 하계 올림픽 특집 프로그램 편성으로 인해 결방
- 2004년 8월 19일 : 2004년 하계 올림픽 특집 프로그램 편성으로 인해 결방
- 2004년 8월 20일 : 8시부터 2004년 하계 올림픽 탁구 여자 복식 결승전 중계방송으로 인해 결방
- 2004년 8월 23일 : 2004년 하계 올림픽 특집 프로그램 편성으로 인해 결방
- 2004년 8월 24일 : 8시 45분부터 2004년 하계 올림픽 남자 핸드볼 8강전 <한국 VS 러시아> 중계방송으로 인해 결방
- 2004년 8월 27일 : 7시 55분부터 2004년 하계 올림픽 복싱 페더급 준결승 중계방송으로 인해 결방 (<SBS 8 뉴스>는 8시 30분으로 이동)
- 2004년 8월 30일 : 8시 45분부터 2004년 하계 올림픽 결산 특집 <영광의 순간들> 편성으로 인해 결방
- 2004년 9월 24일 : 8시 50분부터 추석특선영화 <해리포터와 마법사의 돌> 편성으로 인해 결방
- 2004년 9월 27일 : 8시 35분부터 추석특집 <야심만만 만명에게 물었습니다> 편성으로 인해 결방
- 2004년 9월 28일 : 8시 35분부터 추석특선영화 <반지의 제왕: 두 개의 탑> 편성으로 인해 결방
- 2004년 9월 29일 : 8시 35분부터 추석특집 <2004 좋은 세상 만들기> 편성으로 인해 결방

## 참고 사항
- 해당 작품부터 SBS 일일드라마의 시간대가 밤 8시 50분으로 바뀌었으며, 해당 작품을 끝으로 SBS 일일드라마는 한때 폐지됐다.
- 당초 삼화네트웍스에서 외주제작할 예정이었으나 SBS 자체제작으로 변경됐다.
- 진혜숙과 허선재 역에는 당초 심혜진, 최민수가 낙점됐다.[1] 그러나, 최민수는 타 방송사에서 준비 중인 대하사극과 <소풍 가는 여자>를 저울질하며 고민하다가 두 작품 모두 출연을 포기하였다. 몇 차례 대본 연습까지 참석한 심혜진은 최민수의 하차 소식이 알려진 뒤 출연을 포기했고[2], 진병태 역으로 낙점된 박광현[3] 역시 하차하였다. 이 때문에 첫 방송일이 2003년 4월 26일에서 5월 3일로 변경됐으며 제목도 <봄날은 온다>에서 <소풍가는 여자>로 바뀌었다.
- KBS 1TV 일일극 <당신이 그리워질 때>에서 신혼부부 역으로 호흡을 맞췄던 박지영, 김규철은 부부 역으로 11년 만에 재회하였다.[4]
- 세상의 왜곡된 편견을 극복하고 자기 삶을 찾아가고자 노력하는 한 이혼녀의 모습을 진솔하게 보여줘 시청자에게 좋은 반응을 얻었다.[5]
- '나홀로' 가족 이야기 위주로 다뤘다는 지적뿐 아니라 하룻밤을 같이 지낸 여자와 억지로 결혼한다는 등 구태의연한 전개방식이 문제점으로 제기됐다.[6]
- 박진숙 작가가 드라마 집필 도중 시모상을 당하는 등 악재가 있었으며[7] 시청률이 갈수록 하락하였다.
- 박진숙 작가에게는 해당 작품이 SBS에서의 마지막 드라마 집필작이 됐는데 박진숙 작가는 <소풍가는 여자> 이후 2005년 11월 방송될 예정이었던 SBS 특집 드라마 <그물을 깁다>의 집필자로 낙점되었으나 편성이 불발됐다.[8]